# 4412 Chephren
4412 Chephren è un asteroide della fascia principale. Scoperto nel 1960, presenta un'orbita caratterizzata da un semiasse maggiore pari a 3,1300130 UA e da un'eccentricità di 0,1713735, inclinata di 2,17682° rispetto all'eclittica.